# رونی رنچ
رونی رنچ (به انگلیسی: Rooney Ranch) یک مزرعه در ایالات متحده آمریکا است که در گلدن، کلرادو واقع شده‌است.